# Beatus de Girona

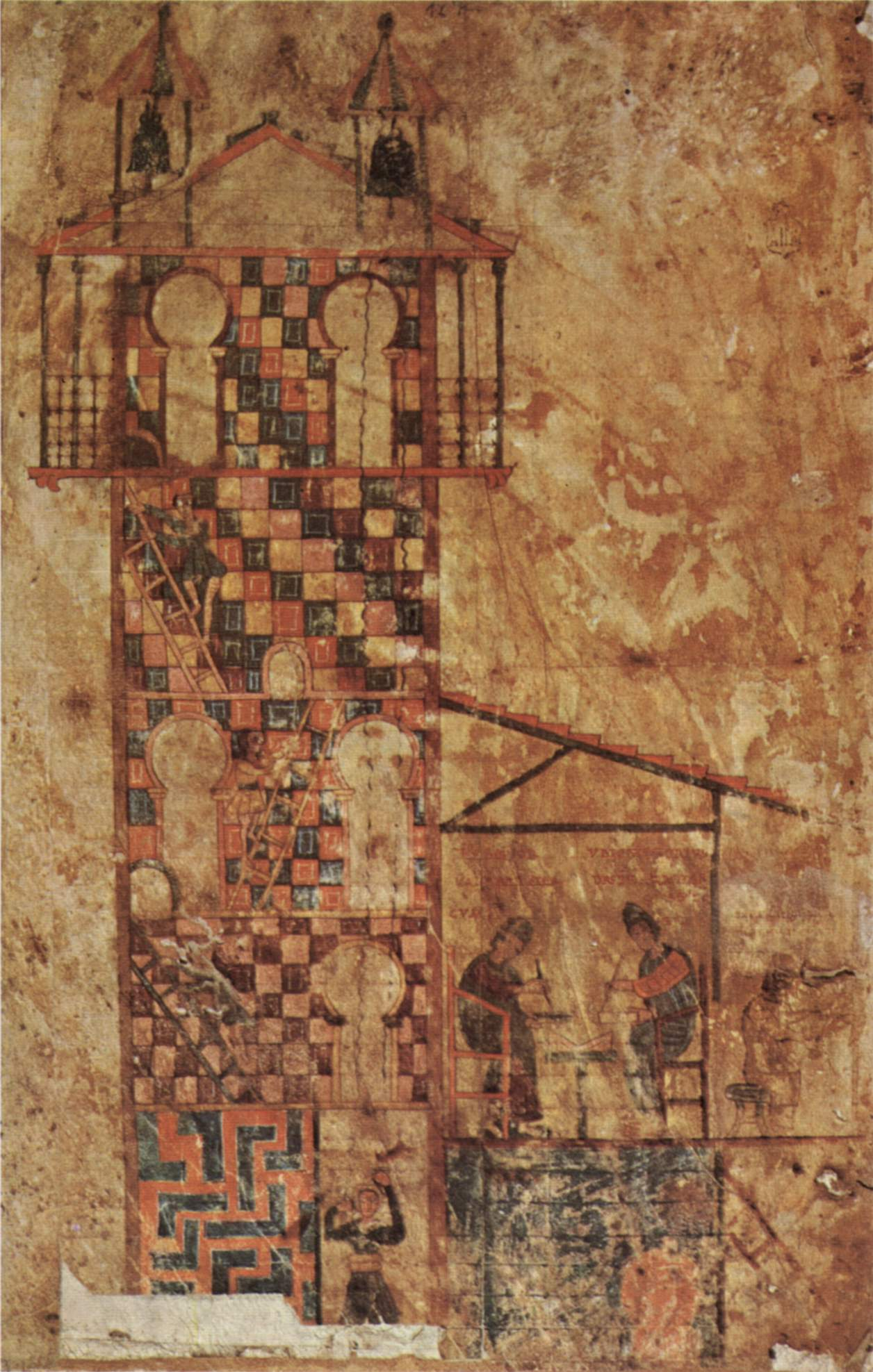
Il·lustració del Beatus de Távara

El Beatus de Girona és un manuscrit miniat, obra de la monja Ende, ajudada del miniaturista Emeteri i el copista Sènior; fou acabat l'any 975, i el 1078 passà a la catedral de Girona. Conté el comentari a l'Apocalipsi de Beat de Liébana. Es conserva al museu de la Catedral de Girona amb el número d'inventari 7(11).

## Autoria i data
Al final del còdex, hi tenim el nom del patró, l'abat Dominicus, i la data exacta del seu acabament (6 de juliol del 975), el nom de l'escriba, prevere Sènior. També tenim, en el que és potser la inscripció més fascinant, els noms dels seus dos il·lustradors: "pintora Ende i serventa de Déu" i "monjo Emeterio i prevere." La paraula llatina per a "pintor" aquí està en forma femenina. Era costum medieval citar els noms, en ordre decreixent d'importància. Per tant, podem afirmar que la més important dels dos il·lustradors era una dona, una de les poques artistes femenines amb nom de l'edat mitjana, probablement una monja.

## Contingut
El còdex consta de 284 folis de pergamí de 400 x 260 mm., escrits en lletra visigòtica; fou importat, segurament dels regnes de Lleó. Les miniatures són molt riques en policromia i hi abunden l'or i l'argent. Aquest còdex conté el Comentari a l'Apocalipsi, redactat en el segle viii per Beat de Liébana.

### Format
Textualment, el Beat de Girona no divergeix massa de la resta dels seus coetanis: és de lletra visigòtica, característica que demostra que va ser importat –probablement dels regnes de Lleó-, i el text s'estructura en dues columnes. És el beatus el que conté més il·lustracions dels que han arribat fins a l'actualitat.
A diferència d'altres beats, el de Girona està signat: al final del manuscrit, s'hi pot llegir el nom de l'escriba, prevere Sènior, i dels dos il·lustradors a qui aquesta obra deu la seva fama: "pintora Ende i serventa de Déu" i "monjo Emeteri i prevere". També hi consta el nom del patró, l'abat Dominicus, i la data exacta d'edició (6 de juliol del 975).
Aquestes paraules ens permeten conèixer la identitat de l'única miniaturista de la qual es té notícia al llarg de la història. La seva és la mà principal que il·lustra el còdex -el seu nom apareix en primer lloc- i els estudiosos de l'art coincideixen a destacar la gran qualitat artística del seu treball. Probablement era una monja, ja que demostra un gran domini dels temes i, fins i tot, n'incorpora de nous; aquests coneixements fan pensar que la seva formació, amb tota probabilitat, va tenir lloc en un monestir.

## Il·lustracions
Les il·lustracions de la monja Ende es diferencien de les obres coetànies perquè recull una sèrie de característiques “trencadores” que anuncien l'arribada del romànic. Així, mentre les miniatures mossàrabs tendeixen a l'esquematització, el hieratisme i l'aparença plana, les del Beat de Girona són més naturalistes; les figures apareixen més esveltes i s'hi pot apreciar una certa sensació de perspectiva i volum, per exemple, als plecs de les vestidures.
Una altra característica única d'aquest Beat és que fuig de l'abstracció generalista i identifica clarament els personatges que hi apareixen: Ende hi fa constar el nom i el lloc on van predicar i els “personifica” amb fisonomies diferenciades. Més enllà de l'estil, el Beat de Girona també és famós per la incorporació de nous temes, com el cicle dedicat a la vida de Crist –en destaquen el baptisme i la crucifixió- o la representació del cel. Tot plegat fa que ens trobem davant d'un dels manuscrits més interessants i influents de l'alta edat mitjana.
Aquesta cerca de noves formes d'expressió prefigura ja un nou estil, el romànic, que farà eclosió un segle més tard i trobarà en les miniatures dels còdexs una font d'inspiració essencial.

## Anàlisi
Beat va escriure una obra de gran difusió i transcendència durant l'edat mitjana. El Commentarium in Apocalypsin va ser un llibre de gran “èxit” entre els segles VIII-XI, coincidint amb els anys propers al canvi de mil·lenni. Ja s'interpreti com una obra per confortar els bons cristians amb la idea de salvació davant de les catàstrofes imminents o, per contra, una amenaça a heretges i infidels del seu camí equivocat, el cert és que la por a l'any 1000 i l'anunci del compliment de les profecies van contribuir a convertir l'obra del Beat en un autèntic best-seller medieval.
Les reedicions en forma de manuscrit finament cal·ligrafiat i amb riques il·lustracions miniades es van succeir al llarg de quatre-cents anys, i donaren lloc al que avui coneixem com a beats. N'hi ha 34 de documentats a tot el món, 22 dels quals conserven miniatures. L'exemplar original del segle viii, però, no ha arribat als nostres dies.
El Beat de Girona, que es pot veure al museu de la Catedral de Girona, és una de les dues còpies que hi ha a Catalunya; l'altra, el Beat d'Urgell, es conserva al Museu Diocesà d'Urgell.

## Galeria d'imatges

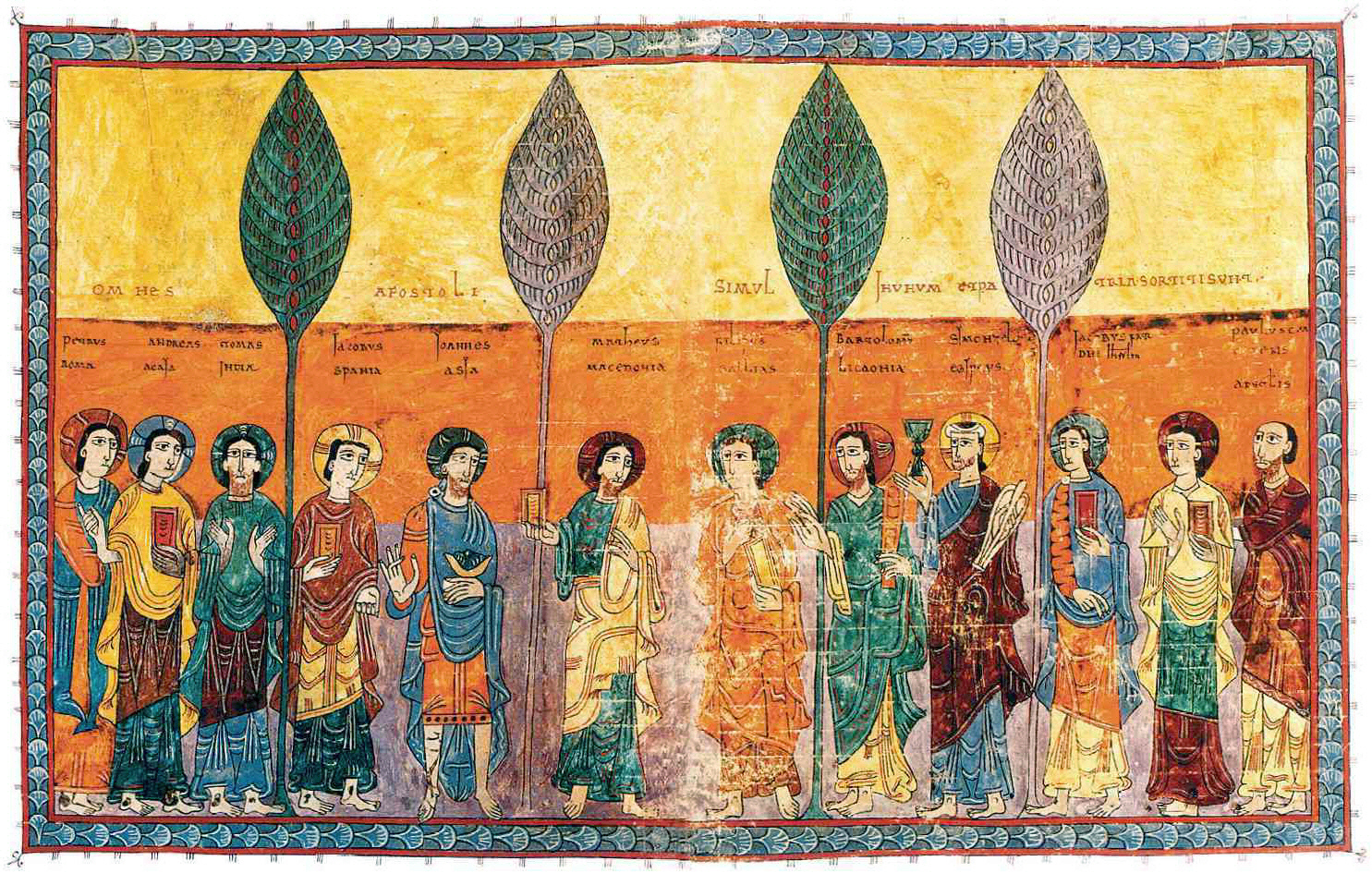
folis 52v-53r
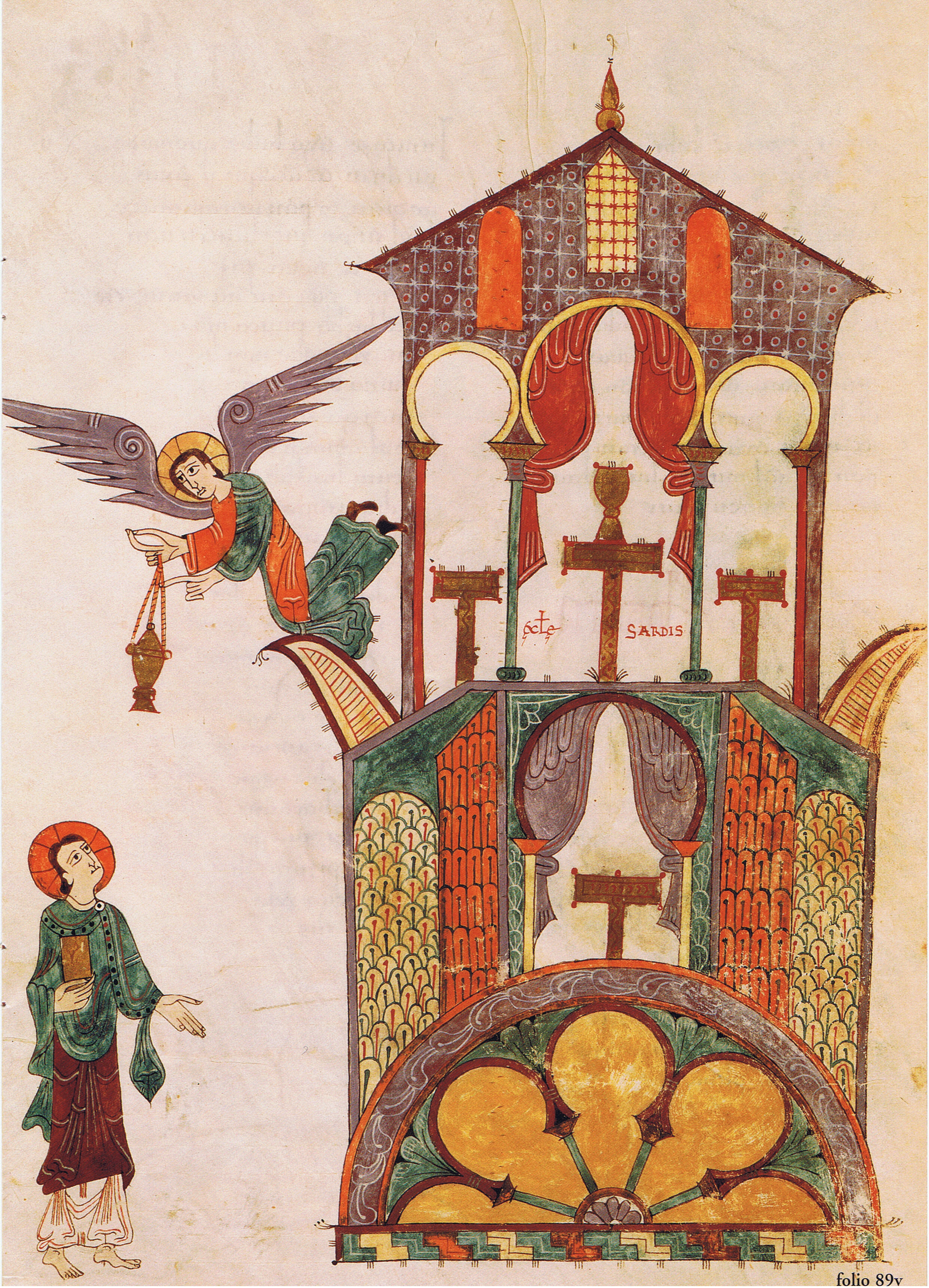
foli 89v
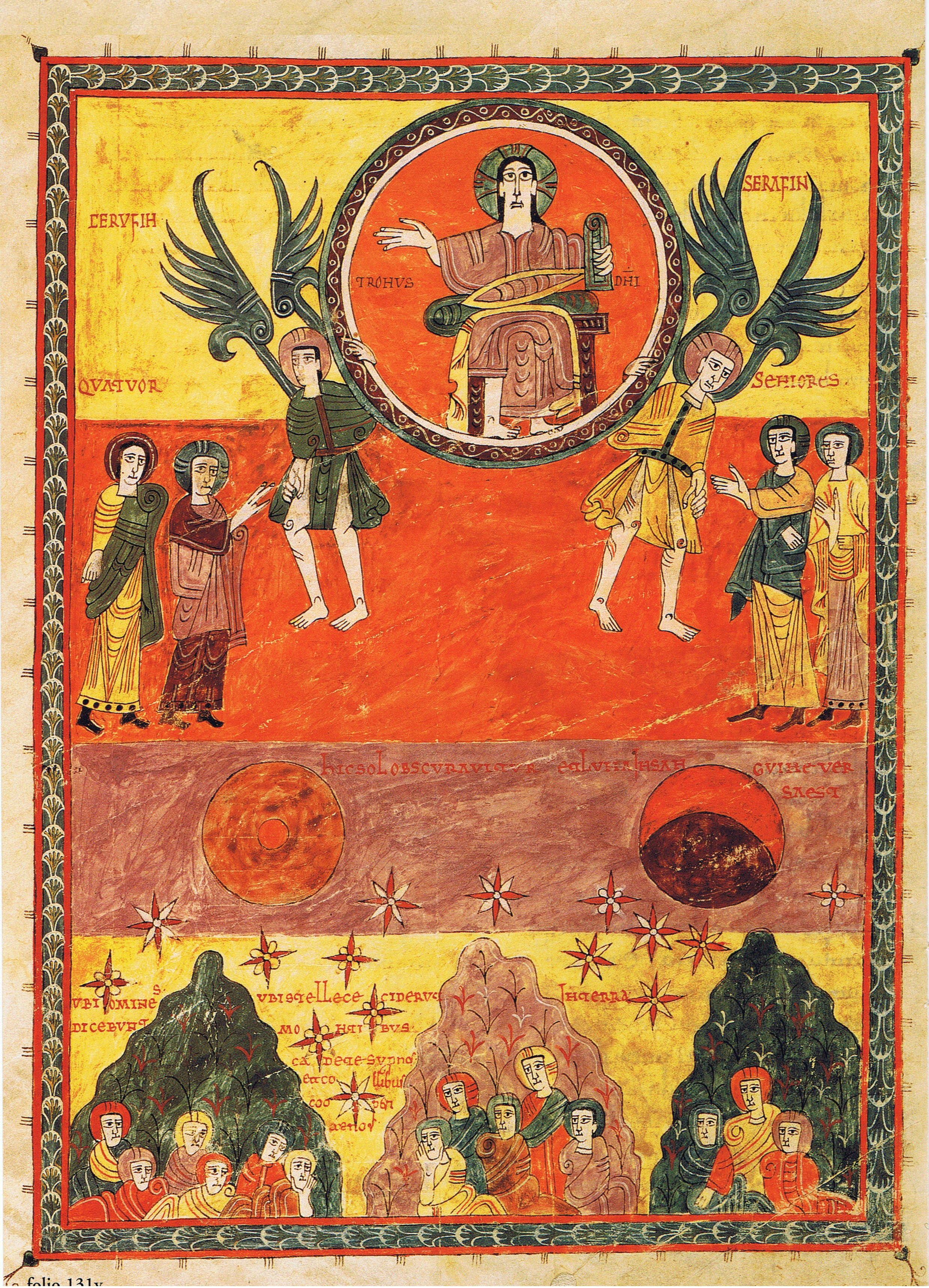
foli 131v
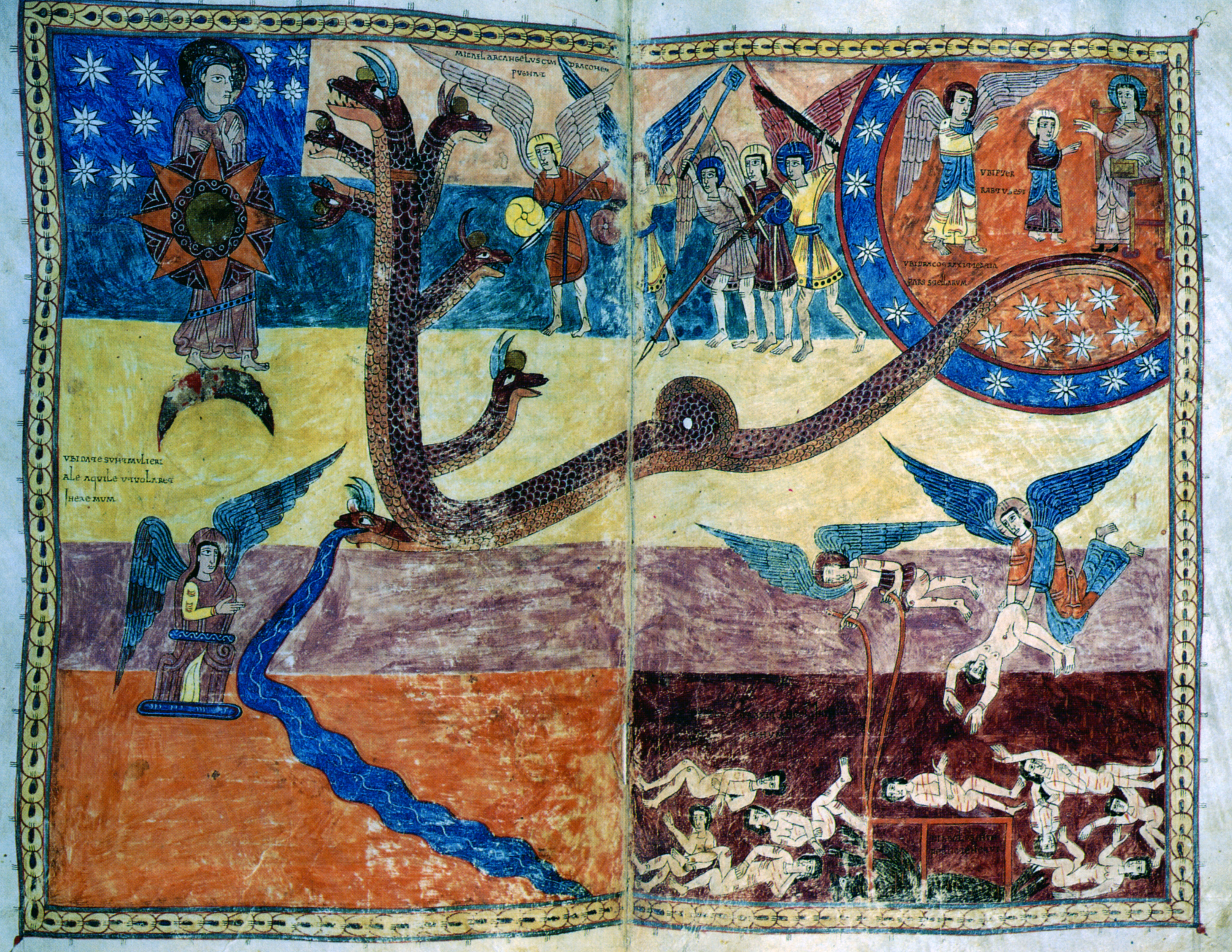
foli 171v-172r
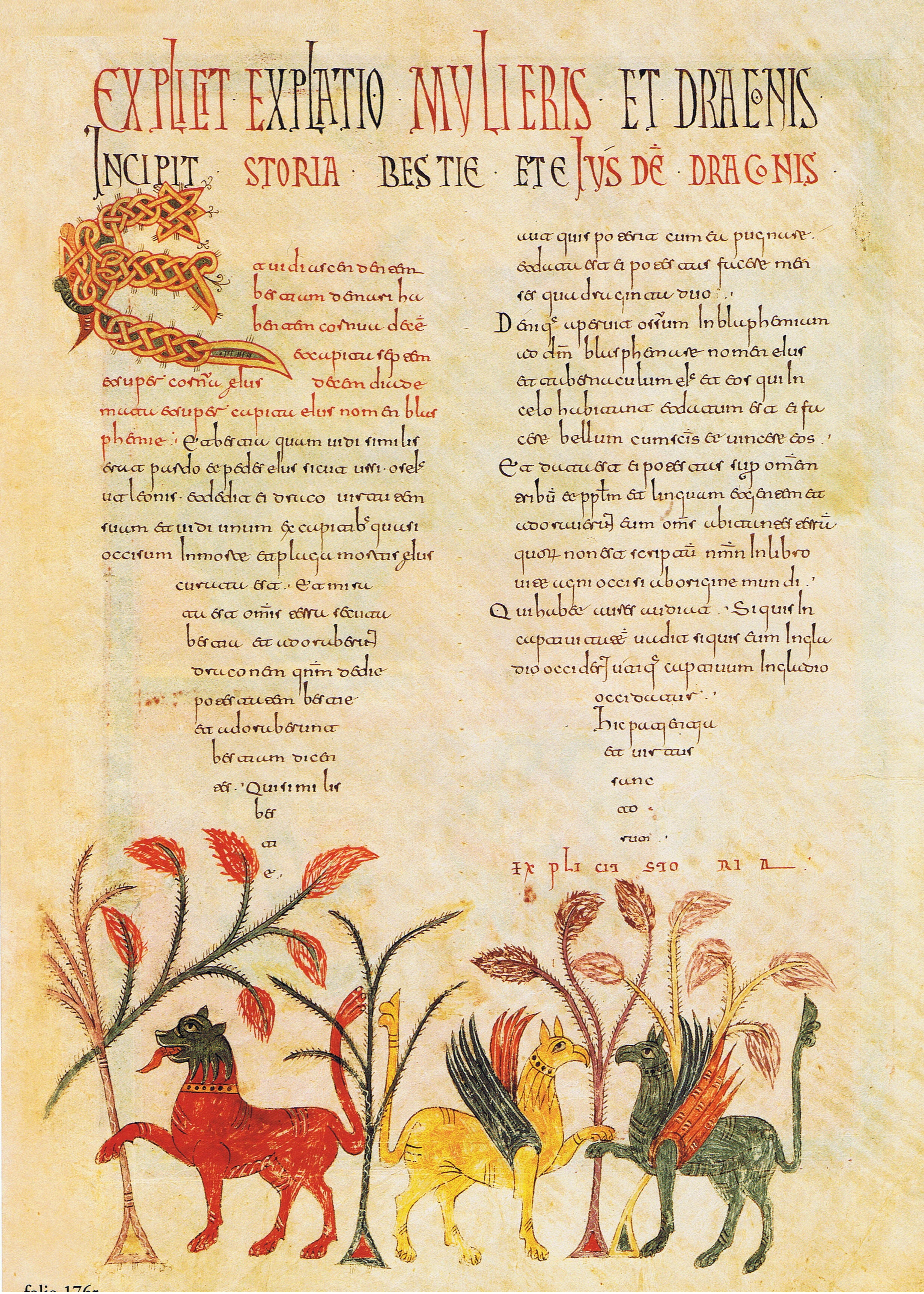
Foli 176r
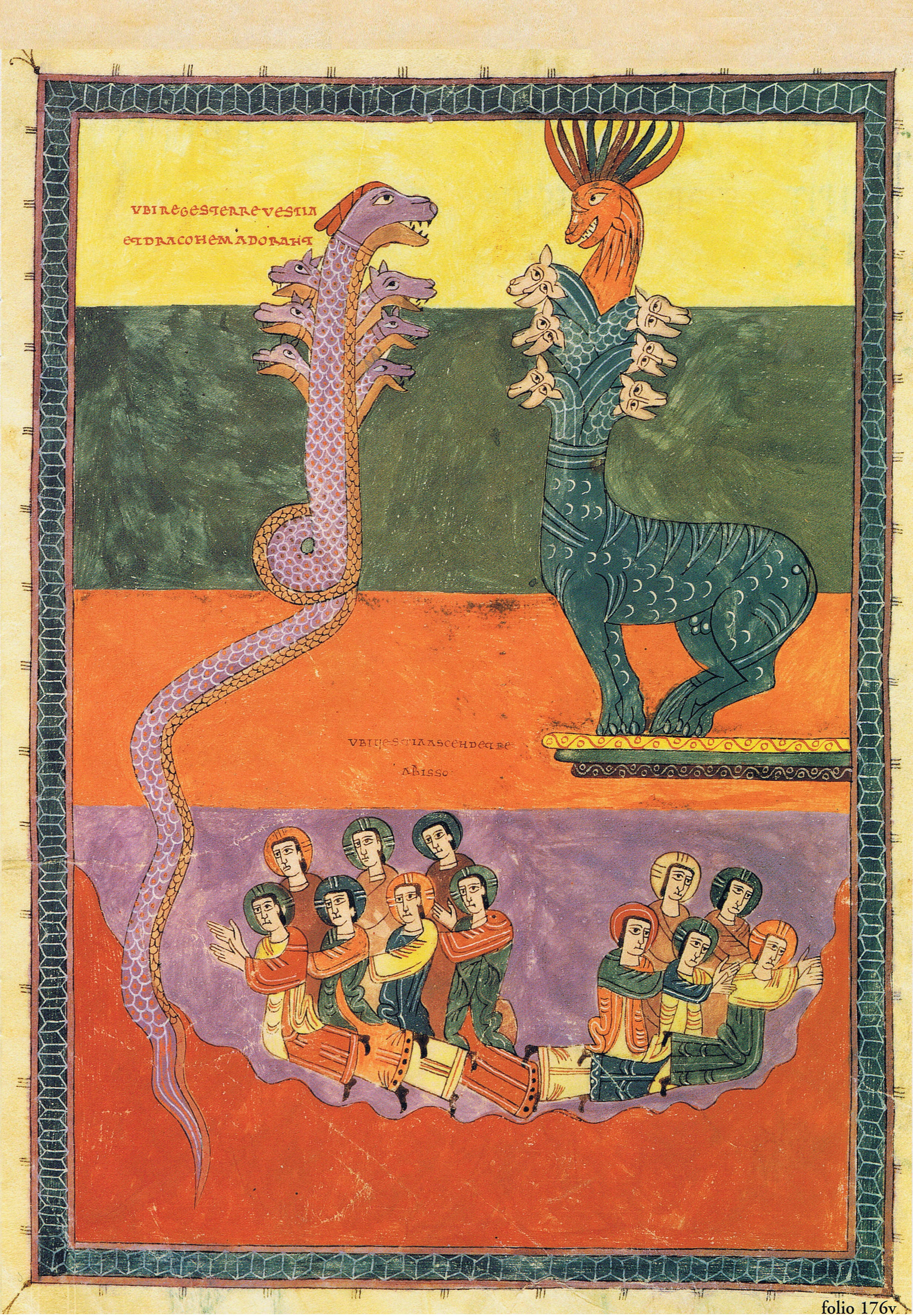
foli 176v